# Transaminază

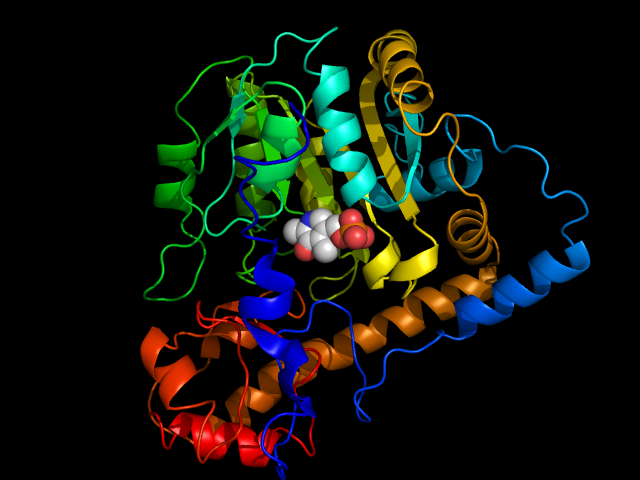
Aspartat transaminaza de la Escherichia coli cu piridoxal 5' fosfat pe post de cofactor.

Transaminazele sau aminotransferazele sunt o subclasă de enzime din clasa transferazelor care catalizează reacția de transaminare dintre un aminoacid și un α-cetoacid. Acest proces este important în biosinteza aminoacizilor, care sunt parte din structura proteinelor.